# Liste der Naturdenkmale in Schindhard
Die Liste der Naturdenkmale in Schindhard nennt die im Gemeindegebiet von Schindhard ausgewiesenen Naturdenkmale (Stand 23. Mai 2024).

## Naturdenkmale
| Nr.         | Bezeichnung | Lage                                                        | Beschreibung        | Bild                                    |
| ----------- | ----------- | ----------------------------------------------------------- | ------------------- | --------------------------------------- |
| ND-7340-256 | Sprinzel    | südwestlich des Ortes auf der Südseite des Dickenbergs Lage | Buntsandsteinfelsen | Direkt Bild zu diesem Denkmal hochladen |

## Ehemalige Naturdenkmale
| Nr. | Bezeichnung | Lage                                          | Beschreibung                                     | Bild                                    |
| --- | ----------- | --------------------------------------------- | ------------------------------------------------ | --------------------------------------- |
|     | Eilöchel    | südlich des Ortes; Abteilung Am Eilöchel Lage | Buntsandsteinfelsen; Rechtsverordnung aufgehoben | Direkt Bild zu diesem Denkmal hochladen |
|     | Linde       | Hauptstraße, vor der Kirche Lage              | Tilia sp.; Rechtsverordnung aufgehoben           | Direkt Bild zu diesem Denkmal hochladen |